# ابوالقاسم بختیار
ابوالقاسم بختیار (۱۲۴۸ بروجن – ۱۹ دی ۱۳۴۹ تهران) نخستین پزشک متخصص جراح ایرانی بود. او اولین پزشک ایرانی است که دکترای خود را از دانشگاه سیراکیوس آمریکا اخذ نمود. وی بنیانگذار دانشکده پزشکی دانشگاه تهران و از استادان این دانشگاه بود. ریاست بخش جراحی بیمارستان شرکت نفت نیز از افتخارات او بوده است. وی اصالتاً بختیاری بود. همسر وی هلن جفریز بختیار است.

## زندگی‌نامه
ابوالقاسم بختیار در سال ۱۲۴۸ در بروجن زاده شد، وی هنگام تولد مادر خود را از دست داد. در دوران کودکی، به کارهای زیادی همچون، پینه‌دوزی، کشاورزی و دست‌فروشی پرداخت و به موازات آن کسب علم و دانش را هیچگاه رها نکرد. وی در مکتب خانه تعلیمات مقدماتی را فرا گرفت تا آنجا که به معلمی (مکتب‌داری) فراخوانده شد. در وجود ابوالقاسم نیرویی برای جستجو و مطالعه جهت پیشرفت وجود داشت، که منجر به این شد تا در ۳۴ سالگی از محدوده بروجن پا فراتر گذارده و به اصفهان و سپس تهران نقل مکان نماید. مدتی در اصفهان بود، تا با بی‌بی ماه بیگم بختیاری همسر مرتضی‌قلی‌خان صمصام آخرین ایلخانی بختیاری آشنا شدند.

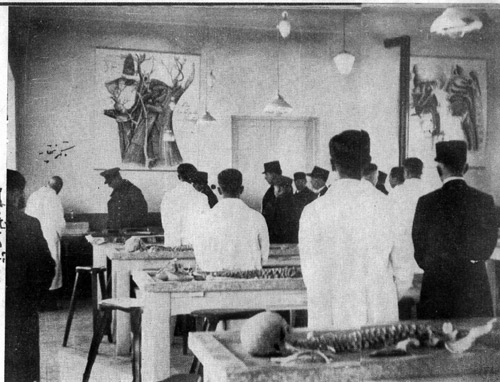
رضاشاه و ابوالقاسم بختیار در آیین گشایش دانشکده پزشکی دانشگاه تهران.

مسئولیت تعلیم و تربیت فرزندان مرتضی‌قلی‌خان صمصام به ابوالقاسم سپرده شد و این گام بلندی بود برای بروزرسانی معلومات ابوالقاسم و از طرف دیگر آشنائی با کالج آمریکائی‌های البرز، که مدیریت آن به عهده ساموئل مارتین جردن بود. بختیار در سال ۱۲۸۹ خورشیدی دانش‌آموز کالج آمریکایی تهران (دبیرستان البرز) شد.
جردن از پنجره دفتر کارش می‌دید که هر روز جوانی قوی هیکل چند دانش آموز را به مدرسه می‌آورد. یک روز که این جوان در شکستن و انبار کردن چوب به خدمتگزار مدرسه کمک کرد، جردن از کار او خوشش آمد و او را به دفتر فرا خواند و از او پرسید که چرا ادامه تحصیل نمی‌دهد؟ جوان، (ابولقاسم بختیار) گفت که بعلت سن بالا و نداشتن هزینه تحصیل و همچنین با داشتن سه فرزند قادر به این کار نیست.
جردن پذیرفت که خود شخصاً آموزش او را در زمانی که باید منتظر بچه‌های مرتضی‌قلی خان صمصام باشد بر عهده بگیرد. ابوالقاسم بعلت استعداد بالا ظرف چند سال موفق به اخذ دیپلم شد و با کمک جردن برای ادامه تحصیل به آمریکا رفت. ابوالقاسم بختیار راهی آمریکا شد و در دانشگاه سیراکیوس در نیویورک به آموختن پرداخت و سرانجام در پنجاه و پنج سالگی آموختن پزشکی را به اتمام رساند.
ابوالقاسم بختیار در سال ۱۳۰۹ خورشیدی به دعوت رضاشاه پهلوی با همسر اول خود هلن جفریز بختیار به ایران مراجعت نمود. مأموریت اول او احداث دانشکده پزشکی، دانشگاه تهران بود و سپس معاونت دانشگاه تهران را بر عهده داشت. وی از همسر آمریکایی خود هلن صاحب هفت فرزند و از همسر دومش که بختیاری بود صاحب ده فرزند شد. ابوالقاسم بختیار به همراه همسر خود هلن جفریز بختیار در مناطق محروم استان چهارمحال و بختیاری دهستان مشایخ به مداوای مردم می‌پرداختند که بعدها بخاطر پاسداشت از تلاشهای همسرش کوه بزرگی در آن منطقه (بُزی مَنی) به نام هلن تغییر یافت.